# Brazilian Sunset
Brazilian Sunset è un album live di Mongo Santamaría, pubblicato dalla Candid Records nel 1995. Il disco fu registrato dal vivo il 9 e 10 ottobre 1992 al "Birdland" di New York.

## Tracce
1. Bonita – 4:10 (Mongo Santamaría)
2. Costa del oro – 5:39 (Jimmy Cozier)
3. Summertime – 6:26 (George Gershwin, Ira Gershwin, Du Bose Heyward)
4. Gumbo Man – 6:11 (Marty Sheller)
5. Brazilian Sunset – 6:47 (Mongo Santamaria)
6. When Love Begins – 6:01 (Mongo Santamaria)
7. Being Here with You – 5:41 (Mongo Santamaria)
8. Soca Me Nice – 3:59 (Marty Sheller)
9. Dawn's Light – 5:15 (Mongo Santamaria)
10. Breaking It In – 6:13 (Mongo Santamaria)
11. Watermelon Man – 3:47 (Herbie Hancock)
12. Sofrito – 11:18 (Mongo Santamaria)

## Musicisti
- Mongo Santamaría - percussioni
- Eddie J. Allen - tromba, flugelhorn, conduttore musicale
- Jimmy Crozier - sassofono alto, sassofono baritono, flauto
- Craig Rivers - sassofono tenore, flauto
- Ricardo Gonzalez - pianoforte
- Guillermo Edgehill - basso
- Johnny Almendra - batteria, timbales
- Eddie Rodriguez - percussioni